# Congrés Tàmil de Ceilan
El Congrés Tàmil de Ceilan (anglès All Ceylon Tamil Congress, tàmil: அகில இலங்கைத் தமிழ்க் காங்கிரஸ், Singalès: සමස්ත ලංකා දෙමළ කොංග්‍රසය) és un partit polític tàmil de Sri Lanka. És el partit polític tàmil mes àntic. Fou fundat el 1944 per G.G. Ponnambalam. Va cooperar amb el Partit de la Unitat Nacional de Ceilan, extremista singalès i detestat pels tàmils, per la qual cosa una facció dirigida per S.J.V. Chelvanayakam es va separar el 1949, i va formar el Partit Federal de Ceilan.
L'ACTC ha estat molt desacreditat quan el seu aliat UNP abandonà la seva política bilingüe i bicomunitària en favor d'una política prosingalesa. D'aquesta manera, el FP esdevingué el partit tàmil més votat el 1956. C 
El 1972 es va unir al Partit Federal per formar el Front Unit Tàmil (Tamil United Front).
Durant les eleccions del 2001, l'ACTC s'uní a la Tamil National Alliance, escindits del LTTE. A les eleccions del 2004 el TNA aconseguí el 6,9% dels vots i 22 dels 225 escons al parlament.